# Сореак
Сореа́к (фр. Soréac, окс. Soriac) — коммуна во Франции, находится в регионе Юг — Пиренеи. Департамент — Верхние Пиренеи. Входит в состав кантона Пуйастрюк. Округ коммуны — Тарб.
Код INSEE коммуны — 65430.

## География

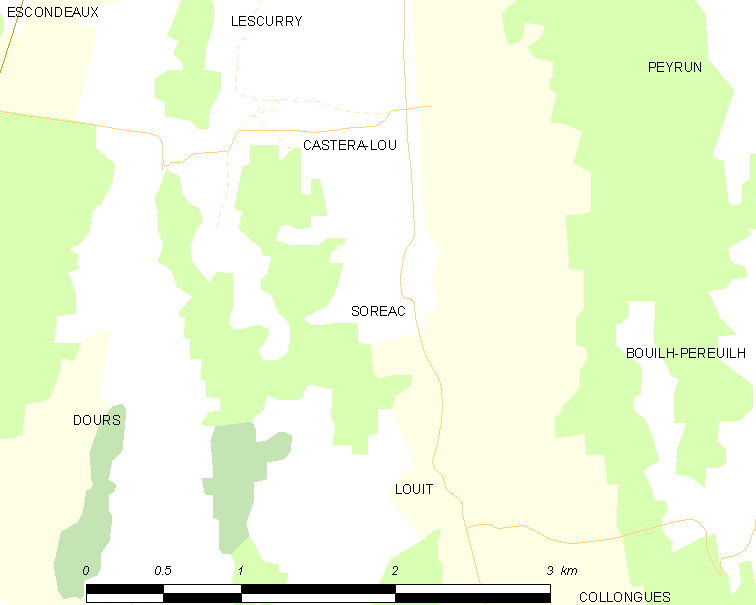
Карта коммуны

Коммуна расположена приблизительно в 640 км к югу от Парижа, в 110 км западнее Тулузы, в 12 км к северо-востоку от Тарба.

## Климат
Климат умеренно-океанический с солнечной тёплой погодой и обильными осадками на протяжении практически всего года.

## Население
Население коммуны на 2010 год составляло 35 человек.
| 1962 | 1968 | 1975 | 1982 | 1990 | 1999 | 2010 |
| ---- | ---- | ---- | ---- | ---- | ---- | ---- |
| 30   | 40   | 30   | 28   | 39   | 34   | 35   |

## Администрация
| Период | Период | Фамилия       | Партия | Примечания |
| ------ | ------ | ------------- | ------ | ---------- |
| 2001   | 2020   | Ролан Ферреро |        |            |

## Экономика
В 2010 году среди 22 человек трудоспособного возраста (15-64 лет) 16 были экономически активными, 6 — неактивными (показатель активности — 72,7 %, в 1999 году было 66,7 %). Из 16 активных жителей работали 16 человек (9 мужчин и 7 женщин), безработных не было. Среди 6 неактивных 4 человека были учениками или студентами, 2 — пенсионерами, 0 были неактивными по другим причинам.